# Hermine Berthold
Pour les articles homonymes, voir Berthold.
Hermine Berthold (née le 22 mars 1896 à Brême-Hastedt et morte le 2 juin 1990) est une ouvrière, femme politique du Parti social-démocrate, résistante contre le nazisme et membre du Parlement de Brême (" Bremische Bürgerschaft ").

## Biographie
Hermine Auguste Brühning est née le 22 mars 1896, fille illégitime d'une servante à Hastedt, commune rurale incorporée en 1902 à la ville de Brême. Alors qu'elle est encore enfant, sa mère épouse un veuf, père de sept enfants dont Hermine devient la sœur aînée. Son beau-père est un membre militant du Parti social-démocrate (SPD). Après avoir terminé ses études primaires, en 1910, elle suit sa mère dans le service domestique. Deux ans plus tard, elle entre comme ouvrière non qualifiée à l'usine de filature et de tissage de jute Jute-Spinnerei und Weberei Bremen (de) à Walle (Brême) (de). A cette période d'industrialisation, les salaires en usine sont meilleurs que ceux des domestiques,,.
A cette époque, la "Jute" est alors l'une des plus grandes entreprises industrielles de Brême, 70% des employés y sont des femmes. Bien que les salaires en usine soient plus élevés que ceux des domestiques et les horaires un peu plus réduits, le travail est pénible et malsain en raison de la chaleur, de l'humidité élevée et de la forte formation de poussière.
Elle a son premier enfant en 1915 dont elle épouse le père, le marin et travailleur portuaire Hermann Berthold, en 1918, année de naissance de leur deuxième fils. Hermann Berthold travaille alors à terre, ayant perdu son emploi en mer. Son salaire n'étant pas suffisant pour couvrir les besoins du ménage, Hermine Berthold continue à travailler en usine et commence à s'impliquer dans le syndicat des ouvriers du textile pour améliorer les conditions de travail à la "Jute". Au moment de la naissance du troisième fils du couple, en 1922, Hermann Berthold est devenu docker, ce qui permet à Hermine Berthold d'arrêter son travail et de se consacrer à l'éducation des enfants, tout en consacrant plus de temps à ses activités politiques,.

### Les débuts de l'engagement politique
Rapidement, après ses débuts à la filature de jute, Hermine Berthold  s'implique dans les activités du syndicat des travailleurs du textile ( "Textilgewerkschaft" ), de la coopérative de consommation Vorwärts Bremen. Elle devient membre de la Jeunesse ouvrière socialiste (de) et de l'Association sportive des travailleurs de Hastedt.
En 1919, Hermine Berthold rejoint le Parti social-démocrate indépendant (USPD) parce qu'elle ne veut plus participer à la politique pro-guerre du Parti social-démocrate (SPD). Peu après, l'USPD subit lui-même une nouvelle scission, la majorité de gauche (au niveau national) formant le noyau du nouveau Parti communiste. Hermine Berthold reste dans le parti qui fusionne à nouveau en 1922 avec le SPD. Hermine Berthold crée un groupe de femmes du SPD à Brême-Hastedt et devient membre du conseil d'administration de l'ensemble du groupe de femmes de Brême, dirigé par Anna Stiegler. La guerre est alors terminée et suivie d'une année de révolutions dans les villes, l'Abdication de l'Empereur Guillaume II (en) et la mise en place de la République de Weimar qui accorde le droit de vote aux femmes.
En 1930, elle est recommandée comme candidate du SPD aux élections au Parlement régional de Brême ( « Bremische Bürgerschaft » ) et élue à l'automne 1930. Elle reste membre de ce parlement jusqu'au 15 mars 1933, date à laquelle il se dissout, à l'instar d'autres institutions démocratiques à travers l'Allemagne, en réponse au passage vers la dictature à parti unique en cours depuis le début de l'année.

### La guerre et les années du nazisme
Hermine Berthold reste politiquement active pendant les années nazies, clandestinement puisque les partis politiques d'opposition sont interdits. Elle conserve des liens étroits avec Anna Stiegler. Des réunions de l'exécutif local du SPD ont lieu, sous couvert de fêtes d'anniversaire. Elles permettent d'échanger des informations, de discuter de moyens d'opposition au régime et de distribuer les imprimés illégaux, introduits en contrebande par des courriers clandestins de l'étranger. Parallèlement à son activité clandestine, Hermine Berthold maintient ses contacts avec les membres de Vorwärts, la coopérative de consommation qui n'a pas été dissoute.
En novembre 1934, Hermine Berthold et Anna Stiegler, ainsi qu'un grand nombre de camarades du parti, sont dénoncées aux autorités et arrêtées. Elle est accusée de "préparation à commettre une haute trahison" (Vorbereitung zum Hochverrat) et condamnée à quatre ans de prison. Elle est détenue jusqu'en novembre 1938 à la prison pour femmes de Lübeck-Lauerhof où elle se lie d'amitié avec la seule communiste de Brême détenue à Lübeck, Käthe Popall. Elles restent amies après la guerre, malgré leurs divergences politiques,,.
Elle est à nouveau arrêtée le 1er septembre 1939, le jour où éclate la Seconde Guerre mondiale, pour avoir enfreint les mises en garde de la Gestapo et repris contact avec ses anciens camarades. Elle est relâchée après trois mois, sans doute parce que son mari, Hermann Berthold, est mort d'un accident dans le port où il travaillait.
Les deuxième et troisième fils des Berthold meurent pendant la guerre. Leur fils aîné survit à la guerre et vit avec sa mère jusqu'à sa mort, encore relativement jeune, en 1958. Les archives publiques indiquent qu'à cette époque, Hermine Berthold est grand-mère de quatre petits-enfants.

### Après la guerre
Immédiatement après la guerre, Hermine Berthold veut rester à l'écart de la politique et s'emploie à rendre habitable son appartement à moitié détruit et assurer sa subsistance et celle de son fils. Elle redevient cependant active politiquement assez rapidement.
Elle est membre d'une association antifasciste, Kampfgemeinschaft gegen den Faschismus, finalement dissoute en décembre 1945.
Sollicitée par ses camarades, Hermine Berthold rejoint le Parti social-démocrate, rétablit la section féminine de Brême-Hastedt et siège au conseil d'administration du groupe de femmes SPD de Brême nouvellement fondé par Anna Stiegler. « Surtout maintenant que nous sommes à nouveau confrontés à un tas de décombres, les femmes ne peuvent et ne doivent pas rester à l'écart de la vie politique » .
Le 16 octobre 1946, Hermine Berthold est élue au Parlement de Brême désormais rétabli et en reste membre jusqu'en 1959. Elle se présente comme une femme qui, en tant qu'ouvrière d'usine, a « vécu de près » les antagonismes de classe dans le système capitaliste, et s'engage à défendre, en particulier, les électeurs de la classe ouvrière. Elle est membre des groupes traitant de la nutrition, de l'agriculture, du travail et de la restitution. Ses collègues l'estiment diligente et fiable, mais aussi calme, préférant travailler dans les coulisses plutôt que de faire des discours en séance plénière.
En 1954, elle est élue membre de la deuxième Assemblée fédérale, qui a réélu Theodor Heuss comme président fédéral.
Hermine Berthold reprend également son implication dans le mouvement coopératif local de consommateurs, devient membre du conseil de surveillance et travaille en étroite collaboration avec Käthe Popall, son amie communiste. Elle poursuit son travail coopératif longtemps après avoir pris sa retraite, à l'âge de 63 ans, du Parlement de Brême .
Des années 1960 à 1977, elle vit à Brême, dans le nouveau quartier de Neue Vahr-Südost où elle achète une petite maison grâce à l'argent qu'elle a reçu en vertu de la loi sur l'indemnisation des victimes des persécutions nazies. En 1977, elle la revend pour entrer en maison de retraite où elle meurt, assez seule, le 2 juin 1990 à l'âge de 94 ans,.

## Distinctions
Une rue de Brême Hasted porte le nom de Hermine-Berthold-Straße.
En 2022, une exposition à Brême, Frauen im Aufbruch (femmes en mouvement) la met à l'honneur, parmi d'autres femmes.